# Michele Lamaro
Michele Lamaro (Roma, 3 de junio de 1998) es un rugbista italiano que se desempeña como ala y juega para el Benetton Rugby Treviso del euroafricano United Rugby Championship. Es internacional con la Azzurri desde 2020 y su actual capitán.

## Biografía
Su padre, Gianluca, representó a Italia en vela en los Juegos Olímpicos de Los Ángeles 1984 y Seúl 1988.
Michele se crio a diez minutos del Estadio Olímpico de Roma y empezó a jugar al rugby porque lo hacía su hermano, en el Unione Sportiva Primavera Rugby.

## Carrera
Formado en el US Primavera Rugby, debutó con la primera en la temporada 2015–16. Fue transferido al SS Lazio Rugby por una temporada y luego al poderoso Petrarca Rugby por dos años.
Se unió al Benetton Rugby Treviso, uno de los dos equipos italianos del United Championship, en la temporada 2018-19. Se lesionó en febrero de 2019 y tardó casi un año en recuperarse, regresando en febrero de 2020 y obteniendo una victoria contra el Cardiff Rugby. Fue nombrado capitán al final de la temporada 2022 y lo es desde entonces.

## Selección nacional
Representó a la Azzurrini de 2016 a 2018 y disputó tanto el Campeonato Mundial Juvenil como el Seis Naciones M20.
El sudafricano Franco Smith lo seleccionó a la Azzurri en noviembre de 2020 y debutó ante Les Bleus. En octubre de 2021 fue nombrado nuevo capitán, en sustitución de Luca Bigi.
En el Seis Naciones 2022 lideró a Italia en su primera victoria en 36 juegos en el Torneo, con un triunfo sobre los Dragones rojos en la última fecha.